# Олесь Гарун
Олесь Гарун (справжнє ім'я Олександр Володимирович Прушинський; 27 січня (11 березня) 1887 — 28 липня 1920) — білоруський поет, прозаїк, публіцист, діяч білоруського Відродження початку XX століття.

## Біографія
Народився 11 березня 1887 року в садибі Новий Двір (нині в межах Мінська) в сім'ї чорноробів. Закінчив міське приходське училище в Мінську (1897), навчався в ремісницькому училищі. З 1902 року працював столяром в різних майстернях і на меблевій фабриці в Мінську.
У 1904 році вступив в партію есерів і активно включився у підпільну революційну діяльність. У 1907 році заарештований. 26 лютого 1908 році Віленська судова палата засудила Олеся Гаруна до чотирьох років арешту, як неповнолітнього. Проте прокурор опротестував постанову судової палати, і в липні 1908 р. Олесь Гарун був засуджений на каторгу. 6 листопада каторга була замінена на дев'ятирічну висилку в Сибір. Висилку поет відбував у Киренському повіті Іркутської губернії, де займався столярною роботою. З 1915 року — на золотих копальнях у Бодайбо, де зустрів Лютневу революцію. Там був обраний депутатом Ради Ленінського золотопромислового округу.
У Мінськ Гарун повернувся у вересні 1917 року. У 1918 році, під час німецької окупації, редагував газету «Беларускі шлях». У 1919 році, після заняття Мінська поляками, став членом Білоруської військової комісії. У серпні 1919 очолив Тимчасовий білоруський національний комітет, який включав рядових членів Ради БНР.
У липні 1920 року, після поразки поляків на Березині, БВК виїхала з Мінська у Волковиськ. Там Олесь Гарун разом з членами БВК з'їв вишень, які продавали місцеві селяни, потім випив кілька чашок холодної води. Увечері йому стало погано. Лікар визначив кривавку і порадив передати хворого на найближчий санітарний поїзд. Францішак Кушаль і Антон Овсяник відвезли на підводі Гаруна на станцію. Санітарний поїзд вивіз його в Краків.
Восени 1920 БВК, яка знаходилася в Лодзі отримала польський урядовий лист з військового госпіталю, у якому повідомлялося, що Олександр Прушинський помер від шигельозу (тоді називали дизентерією) і подавалось точне місце його поховання. Помер 28 липня 1920 р. Похований у Кракові на військовому Раковицькому кладовищі.
БВК виправила у Краків Павлину Мяделку, яка отримала в Краківському військовому госпіталі всю інформацію і бачила місце знаходження могили Гаруна, яка була позначена простим дерев'яним хрестом з табличкою.
У 1947 році був серед інших білоруських літераторів оголошений «зрадником білоруського народу», до 1980-х років його твори не видавалися.
У 1980-ті занедбану могилу на Раковицькому кладовищі відшукав Олег Латишонок. 24 вересня 1988 на місці поховання Гаруна було встановлено надгробний пам'ятник.

## Творчість
Писати почав з дитинства. У пресі дебютував віршем«Матері-Білорусі»в 1907 році (газета «Наша Ніва»). Багато віршів та оповідань публікувалися в газетах «Наша Ніва», «Білорус», «Вільна Білорусь», в колективних збірниках і календарях, отримували позитивні відгуки з боку критиків (зокрема, М. Богдановича і Я. Купали). Головна тема творчості Гаруна — Батьківщина, боротьба за свободу і щастя, але також він створив багато прекрасних зразків пейзажної лірики. У поезії Гаруна помітно одночасне вплив символізму і народних традицій.
Вийшла збірка поезії «Материнський дар» (мала бути видана в Вільнюсі в 1914 році, але через війну вийшла тільки в 1918, перевидання 1929, факсимільне видання в 1988), також збірка «Живі казки» (1920), куди увійшли три п'єси для дитячого театру:«Хлопчик в лісі»(ставилася у Вільнюсі в 1921 році)," Щасливий червонець «і» Дивний личак, або Не все то порох, що в пороху лежить ". У Вільнюсі окремим виданням вийшла поема «Моє різдво» (під псевдонімом «А. Сумний», 1920). Виступав у пресі як публіцист.